# Liste des chansons de Michel Sardou

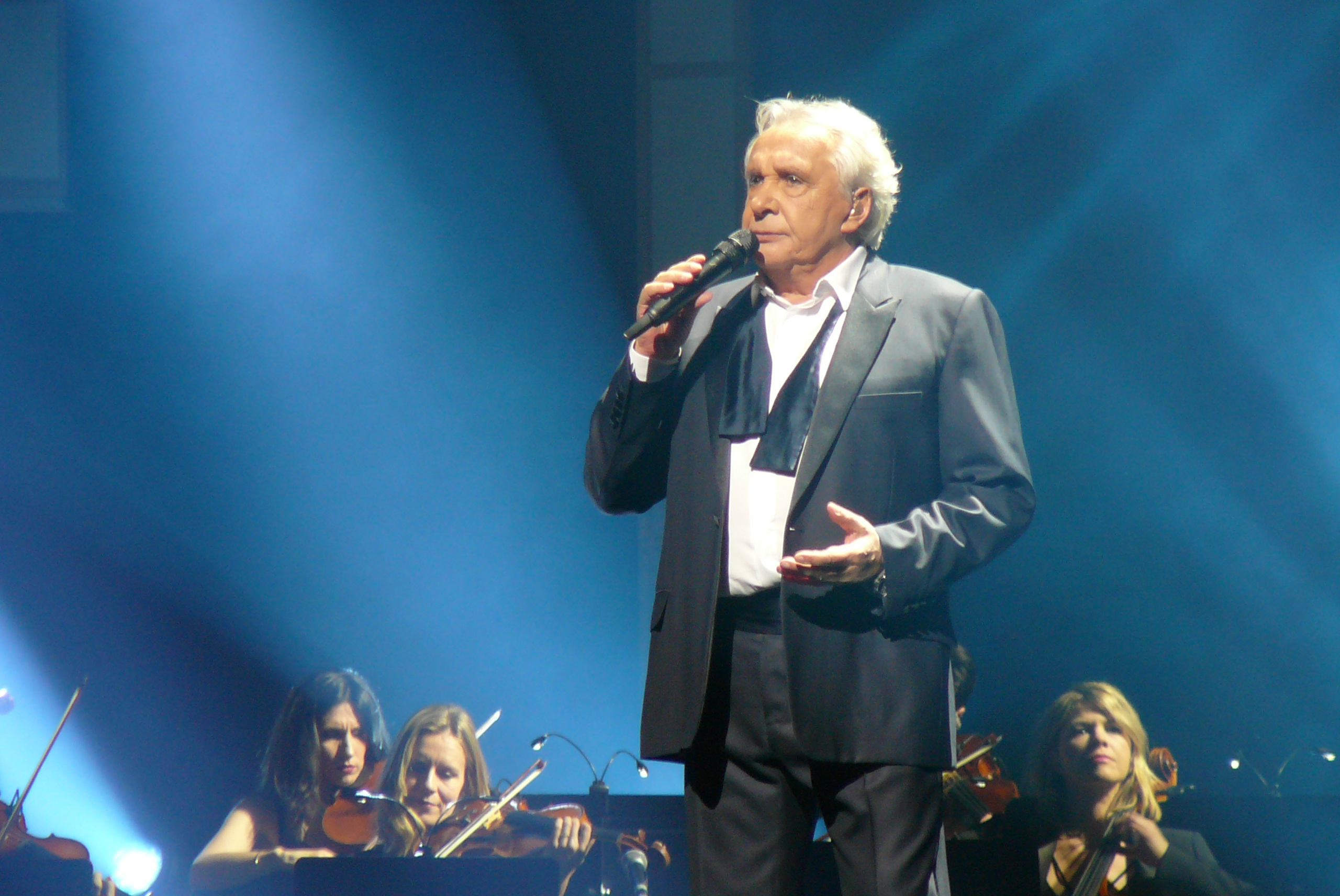
Michel Sardou en 2017 à La Seine musicale.

La liste des chansons de Michel Sardou est présentée par ordre alphabétique du premier mot significatif, avec l'année de la parution de la chanson, l'album studio (ou, à défaut, le 45 tours, l'album live, la compilation ou le coffret) sur lequel apparaît la chanson pour la première fois et leur(s) auteur(s) et compositeur(s). Ne sont retenus ici que les titres interprétés par Michel Sardou qui ont été commercialisés sur support audio. 
- Haut – A
- B
- C
- D
- E
- F
- G
- H
- I
- J
- K
- L
- M
- N
- O
- P
- Q
- R
- S
- T
- U
- V
- W
- X
- Y
- Z
- 0-9

## 0-9
| Titre                              | Année | Première parution     | Paroles                        | Musique                                | Information |
| ---------------------------------- | ----- | --------------------- | ------------------------------ | -------------------------------------- | --- |
| 1965                               | 1985  | Chanteur de jazz      | Michel Sardou                  | Jacques Revaux - Jean-Pierre Bourtayre | Chanson à dimension autobiographique qui émet le bilan d'une carrière de vingt années. Le texte repasse les moments forts de son existence, tels que son premier mariage ou la mort de son père survenue en 1976. |
| 100 000 universités                | 1967  | 45 tours Tu as changé | Michel Sardou - Ralph Bernet   | Jacques Revaux                         | présent sur l'album Petit - Les Ricains (1971) |
| 18 ans 18 jours                    | 1985  | Chanteur de jazz      | Michel Sardou                  | Jacques Revaux - Jean-Pierre Bourtayre | |
| 40 ans                             | 2006  | Hors format           | Michel Sardou                  | J. Kapler                              | |
| 55 jours 55 nuits                  | 1992  | Le Bac G              | Michel Sardou                  | Michel Sardou                          | |
| 6 milliards 900 millions 980 mille | 1978  | Je vole               | Michel Sardou - Pierre Delanoë | Toto Cutugno                           | |
| 8 jours à El Paso                  | 1978  | Je vole               | Michel Sardou - Pierre Delanoë | Pierre Billon                          | |

## A
| Titre                                   | Année | Première parution            | Paroles                                                     | Musique                                | Information |
| --------------------------------------- | ----- | ---------------------------- | ----------------------------------------------------------- | -------------------------------------- | --- |
| Accident (Un)                           | 1975  | 45 tours Un accident         | Michel Sardou                                               | Jacques Revaux                         | |
| Acteur (L')                             | 1987  | Musulmanes                   | Jean-Loup Dabadie - Michel Sardou                           | Jacques Revaux                         | |
| À des années d'ici                      | 1978  | 45 tours En chantant         | Pierre Billon                                               | Michel Sardou                          | |
| Afrique adieu                           | 1982  | Il était là                  | Michel Sardou                                               | Jacques Revaux - Michel Sardou         | |
| À la volonté du peuple                  | 1980  | Les Misérables               | Alain Boublil - Jean-Marc Natel                             | Claude-Michel Schönberg                | participation à l'album original des Misérables |
| Album de sa vie (L')                    | 1990  | Le Privilège                 | Michel Sardou - Didier Barbelivien                          | Jacques Revaux - Jean-Pierre Bourtayre | |
| À l'italienne                           | 1983  | Vladimir Ilitch              | Michel Sardou - Pierre Delanoë                              | Jacques Revaux - Jean-Pierre Bourtayre | |
| Allons danser                           | 2006  | Hors format                  | Michel Sardou                                               | Jacques Veneruso                       | L'apparition des paroles de la chanson au dos du Parisien, à la fin janvier 2007, a fait quelques vagues. Selon plusieurs observateurs (par exemple, Le Nouvel Observateur...), Nicolas Sarkozy, candidat UMP à l'élection présidentielle de 2007, aurait établi un plan de campagne très proche de ces dernières et le chanteur en aurait donc fait la promotion. |
| America, America                        | 1969  | J'habite en France           | Michel Sardou - Vline Buggy                                 | Jacques Revaux - Pierre Billon         | |
| Amérique de mes dix ans (L')            | 2000  | Français                     | Michel Sardou - Didier Barbelivien                          | Michel Fugain                          | |
| A mi manera                             | 1981  | Canta en español             | Claude François - Gilles Thibaut (adapté par Alfonso Alpin) | Jacques Revaux                         | version espagnole de Comme d'habitude |
| Amis de l'ABC (Les)                     | 1980  | Les Misérables               | Alain Boublil - Jean-Marc Natel                             | Claude-Michel Schönberg                | participation à l'album original des Misérables, avec Claude-Michel Schönberg, Salvatore Adamo, Michel Delpech et Richard Dewitte |
| Anatole (L')                            | 1979  | Verdun                       | Michel Sardou                                               | Michel Sardou                          | La chanson est un hommage à Charles Trenet et à la chanson La Mer. |
| An mil (L')                             | 1983  | Vladimir Ilitch              | Michel Sardou - Pierre Barret                               | Jacques Revaux                         | Chanson qui reprend l'incipit du livre du médiéviste Georges Duby intitulé L'an Mil. [Chanson écrite en collaboration avec Pierre Barret (adaptation d'un de ses romans[réf. nécessaire])], qui lie les peurs du Moyen Âge à la crise des repères religieux d'aujourd'hui, les deux époques étant séparées par un intermède de synthétiseurs et d'orgues reprenant le thème du Dies iræ . Ce titre a souvent donné lieu à des mises en scène en concert (notamment Bercy 2001). |
| Années trente (Les)                     | 1982  | Il était là                  | Michel Sardou - Pierre Delanoë                              | Jacques Revaux                         | |
| Argent (L')                             | 1982  | B.O. du Bourgois gentilhomme | Roger Coggio - Bernard-G. Landry                            | Jean Bouchéty                          | |
| Arlequins (Les)                         | 1965  | 45 tours Le Madras           | Michel Sardou                                               | Michel Fugain                          | |
| Atlantique (L')                         | 1983  | Maxi 45 tours Vartan Sardou  | Michel Sardou - Pierre Delanoë                              | Jacques Revaux - Roger Loubet          | en duo avec Sylvie Vartan |
| Atmosphères                             | 1984  | Io Domenico                  | Michel Sardou - Didier Barbelivien                          | Jacques Revaux                         | |
| Attention les enfants... danger         | 1988  | Le Successeur                | Michel Sardou                                               | Jacques Revaux                         | avec la participation de Davy Sardou |
| Aube du 6 juin (L')                     | 1980  | Les Misérables               | Alain Boublil - Jean-Marc Natel                             | Claude-Michel Schönberg                | participation à l'album original des Misérables, avec Richard Dewitte, Maurice Barrier, Jacques Mercier et Fabrice Bernard |
| Aujourd'hui peut-être                   | 1971  | Olympia 71                   | Marcel Sicard                                               | Paul Durand                            | reprise de Fernand Sardou |
| Au nom du père                          | 1990  | Le Privilège                 | Michel Sardou - Didier Barbelivien                          | Jacques Revaux - Michel Sardou         | |
| Auprès de ma tombe                      | 1970  | J'habite en France           | Michel Sardou                                               | Jacques Revaux                         | |
| Autre femme (L')                        | 1981  | Les Lacs du Connemara        | Pierre Delanoë                                              | Jacques Revaux - Michel Sardou         | Sardou décrit le quotidien ordinaire d'une femme qui se prostitue afin de subvenir à ses besoins et de payer l'éducation de son « petit garçon » qu'elle a confié à une portugaise. L'allusion à cette nourrice portugaise fut l'objet d'un malentendu, où le chanteur fut interpellé lors de l'émission télévisée Le Jeu de la vérité par une téléspectatrice qui lui reprocha d'avoir chanté que « les Portugaises étaient des p... » (sic).[réf. nécessaire]                 |
| Avec l'amour                            | 1972  | 45 tours Avec l'amour        | Michel Sardou - Yves Dessca                                 | Jacques Revaux                         | |
| Avenir, c'est toujours pour demain (L') | 2000  | Français                     | Michel Sardou                                               | Michel Fugain                          | |
| Award (L')                              | 1990  | Le Privilège                 | Michel Sardou - Pierre Delanoë                              | Jean-Pierre Bourtayre - Jacques Revaux | |

## B
| Titre                        | Année | Première parution                 | Paroles                                            | Musique                                | Information |
| ---------------------------- | ----- | --------------------------------- | -------------------------------------------------- | -------------------------------------- | --- |
| Bac G (Le)                   | 1992  | Le Bac G                          | Michel Sardou                                      | Michel Sardou - Jean-Pierre Bourtayre  | Cette chanson aborde le thème des « lycées poubelles ». Jospin alors ministre de l'Éducation nationale, s'indigne qu'un « saltimbanque » vienne lui faire la leçon. Sardou pensait que l'abréviation Bac G désignait le bac général, alors qu'il s'agissait de la série de bacs suivante : technique administrative, technique quantitative de gestion et techniques commerciales. Il reconnut plus tard son erreur. |
| Balkans et la Provence (Les) | 1983  | Maxi 45 tours Vartan Sardou       | Michel Mallory                                     | Eddie Vartan                           | en duo avec Sylvie Vartan |
| Balli populari (I)           | 1970  | 45 tours I balli populari         | Michel Sardou - Vline Buggy (adapté par D. Simone) | Jacques Revaux                         | version italienne des Bals populaires |
| Bals populaires (Les)        | 1970  | J'habite en France                | Michel Sardou - Vline Buggy                        | Jacques Revaux                         | Premier grand succès de l'artiste (524 000 exemplaires vendus et objet de nombreuses récompenses). |
| Bataille (La)                | 2000  | Français                          | Didier Barbelivien                                 | Michel Fugain                          | |
| Bateaux du courrier (Les)    | 1983  | Vladimir Ilitch                   | Michel Sardou - Didier Barbelivien                 | Jacques Revaux - Jean-Pierre Bourtayre | |
| Beatnicks (Les)              | 1966  | 45 tours Les filles d'aujourd'hui | Patrice Laffont                                    | Jacques Revaux                         | |
| Beethoven                    | 2006  | Hors format                       | Michel Sardou - Didier Barbelivien                 | Didier Barbelivien                     | D'après les 5e et 7e symphonies et la Sonate au clair de lune de Beethoven |
| Bière et Fraulein            | 1983  | Vladimir Ilitch                   | Michel Sardou - Didier Barbelivien                 | Jacques Revaux - Jean-Pierre Bourtayre | |
| Blues black brothers (Le)    | 1990  | Le Privilège                      | Michel Sardou - Didier Barbelivien                 | Jacques Revaux - Didier Barbelivien    | |
| Bonsoir Clara                | 1972  | Danton                            | Michel Sardou - Yves Dessca                        | Jacques Revaux                         | |
| Bon temps c'est quand ? (Le) | 1975  | Olympia 75                        | Michel Sardou - Pierre Delanoë                     | Jacques Revaux                         | |

## C
| Titre                                | Année | Première parution             | Paroles                                                            | Musique                                | Information |
| ------------------------------------ | ----- | ----------------------------- | ------------------------------------------------------------------ | -------------------------------------- | --- |
| Cantando                             | 1981  | Canta en español              | Michel Sardou - Pierre Delanoë (adapté par Tita Reut)              | Toto Cutugno                           | version espagnole de En chantant |
| Carcassonne                          | 1979  | Verdun                        | Michel Sardou                                                      | Jacques Revaux                         | |
| Casino                               | 1997  | Salut                         | Michel Sardou                                                      | Jacques Revaux                         | |
| Ça viendra forcément                 | 2010  | Être une femme 2010           | Michel Sardou                                                      | Daran                                  | |
| Ce n'est qu'un jeu                   | 2004  | Du plaisir                    | Michel Sardou                                                      | Didier Barbelivien                     | |
| Centre du monde (Le)                 | 1968  | 45 tours Les Dessins          | Michel Sardou                                                      | Jean-Pierre Bourtayre                  | présent sur l'album Petit - Les Ricains (1971) |
| Ce qui s'offre                       | 2006  | Hors format                   | Pierre-Yves Lebert                                                 | Daran                                  | |
| C'est ma vie                         | 1977  | La Java de Broadway           | Michel Sardou - Pierre Delanoë                                     | Jacques Revaux                         | |
| C'est pas du Brahms                  | 1997  | Salut                         | Michel Sardou - Laurent Chalumeau                                  | Jacques Revaux - Jean-Pierre Bourtayre | |
| Cette chanson n'en est pas une       | 2006  | Hors format                   | Michel Sardou                                                      | J. Kapler                              | |
| Cette chanson-là                     | 2000  | Français                      | Michel Sardou                                                      | Michel Fugain                          | Chanson composée par Michel Fugain, son ami d'enfance, qui s'est joint à lui pour réaliser un album entier, alors qu'ils n'avaient plus collaboré ensemble depuis les années 1960. |
| Chacun sa vérité                     | 2010  | Être une femme 2010           | Michel Sardou                                                      | Jacques Veneruso                       | |
| Chanson d'adieu (La)                 | 1972  | Danton                        | Michel Sardou - Yves Dessca                                        | Jacques Revaux                         | |
| Chanson d'Eddy (La)                  | 1992  | Le Bac G                      | Michel Sardou                                                      | Michel Sardou                          | En référence à la chanson d'Eddy Mitchell Under the rainbow (1989) |
| Chant des hommes (Le)                | 2006  | Hors format                   | Michel Sardou - J. Kapler                                          | J. Kapler                              | en duo avec Chimène Badi |
| Chanter quand même                   | 1992  | Le Bac G                      | Patrick Boutot                                                     | Michel Sardou - Jean-Pierre Bourtayre  | |
| Chanteur de jazz                     | 1985  | Chanteur de jazz              | Michel Sardou - Jean-Loup Dabadie                                  | Jacques Revaux - Jean-Pierre Bourtayre | |
| Chanteur des rues (Le)               | 1992  | Le Bac G                      | Michel Sardou - Didier Barbelivien                                 | Michel Sardou - Jean-Pierre Bourtayre  | |
| Chanteuse de rock (La)               | 1983  | Vladimir Ilitch               | Michel Sardou - Pierre Delanoë                                     | Jacques Revaux - Jean-Pierre Bourtayre | |
| Choix du fou (Le)                    | 2017  | Le Choix du fou               | Claude Lemesle - Catherine Lemesle - Anthony Chaplain              | Pierre Billon - Jean Mora              | avec les Petits Chanteurs de Saint-Marc |
| Cinéma d'Audiard (Le)                | 1992  | Le Bac G                      | Michel Sardou - Didier Barbelivien                                 | Jean-Pierre Bourtayre                  | |
| Cinq ans passés                      | 1972  | Danton                        | Michel Sardou - Yves Dessca                                        | Georges Garvarentz                     | |
| Ciudad de soledad                    | 1981  | Canta en español              | Michel Sardou - Pierre Delanoë (adapté par Carlos Toro et M. Diaz) | Jacques Revaux                         | version espagnole des Villes de solitude |
| Cœur migrateur (Le)                  | 2006  | Hors format                   | J. Kapler                                                          | J. Kapler                              | |
| Colline de la soif (La)              | 2017  | Le Choix du fou               | Claude Lemesle                                                     | Pierre Billon - Jean Mora              | |
| Colombe (La) (Restera-t-il encore ?) | 1971  | Olympia 71                    | Michel Sardou                                                      | Jacques Revaux                         | Sur la musique de Restera-t-il encore? (1970), avec des paroles sensiblement modifiées. |
| Comme avant                          | 2014  | Du plaisir (réédition)        | Michel Sardou - J. Kapler                                          | Michel Sardou - J. Kapler              | enregistrée en 2004, restée inédite jusqu'en 2014, publiée dans la collection Une vie en chansons |
| Comme d'habitude                     | 1977  | La Java de Broadway           | Claude François - Gilles Thibaut                                   | Jacques Revaux                         | Reprise du tube de Claude François paru en 1967. Initialement, Sardou avait refusé d'interpréter la première mouture du titre ; composée par Jacques Revaux, la chanson s'appelait alors For me avec des paroles en anglais, et elle sera retravaillée avec Claude François (qui lui aussi l'a rejetée dans sa première version) qui en écrira les paroles avec Gilles Thibaut. Sardou modifie la chute de la chanson (« comme d'habitude on fera l'amour, comme d'habitude on fera semblant ») en supprimant le vers « on fera semblant ». En 1982, Michel Sardou utilisera Comme d'habitude en introduction et à la fin du sketch Maman qu'il interprète avec sa mère Jackie Sardou. |
| Concorde                             | 2006  | Hors format                   | Jean-Jacques Marnier                                               | Daran                                  | |
| Corde pour se noyer (Une)            | 2010  | Être une femme 2010           | Michel Sardou                                                      | Jacques Veneruso                       | |
| Corrida n'aura pas lieu (La)         | 1971  | 45 tours Je t'aime, je t'aime | Michel Sardou - Pierre Delanoë                                     | Jacques Revaux                         | |
| Corsica                              | 2000  | Français                      | Michel Sardou                                                      | Michel Fugain                          | |
| Côté soleil                          | 1982  | Il était là                   | Michel Sardou - Pierre Delanoë                                     | Jacques Revaux                         | |
| Curé (Le)                            | 1973  | La Maladie d'amour            | Michel Sardou - Pierre Delanoë                                     | Jacques Revaux                         | Plaidoyer contre le célibat des prêtres, une prise de position pour laquelle le chanteur a déclaré avoir failli être excommunié. |

## D
| Titre                            | Année | Première parution                 | Paroles                                                   | Musique                                    | Information |
| -------------------------------- | ----- | --------------------------------- | --------------------------------------------------------- | ------------------------------------------ | --- |
| Dans la même année               | 1979  | 45 tours Dans la même année       | Michel Sardou                                             | Jacques Revaux                             | |
| Dans ma mémoire elle était bleue | 1988  | Le Successeur                     | Michel Sardou - Pierre Delanoë                            | Jacques Revaux                             | |
| Danton                           | 1972  | Danton                            | Michel Sardou - Maurice Vidalin                           | Jacques Revaux                             | |
| Débandade (La)                   | 1984  | Io Domenico                       | Michel Sardou - Pierre Delanoë                            | Jacques Revaux                             | |
| Deborah                          | 1979  | 45 tours Dans la même année       | Michel Sardou                                             | Pierre Billon - Jacques Revaux             | |
| Défensive (La)                   | 1997  | Salut                             | Michel Sardou - Jean-Loup Dabadie                         | Jacques Revaux                             | |
| Déjà vu                          | 1994  | Selon que vous serez, etc., etc.  | Michel Sardou                                             | Jean-Pierre Bourtayre                      | |
| Délire d'amour                   | 1984  | Io Domenico                       | Michel Sardou - Pierre Delanoë                            | Jacques Revaux - Jean-Pierre Bourtayre     | |
| Délivrance                       | 1984  | Io Domenico                       | Michel Sardou - Pierre Delanoë                            | Jacques Revaux                             | |
| D'elle                           | 2003  | Millésimes                        | Michel Sardou                                             | Rick Allison                               | |
| Dernière danse (La)              | 2006  | Hors format                       | Michel Sardou                                             | Michel Sardou - Jacques Veneruso           | |
| Dessins (Les)                    | 1968  | 45 tours Les Dessins              | Michel Sardou                                             | Guy Magenta                                | présent sur l'album Petit - Les Ricains (1971) |
| Dessins de femme                 | 1987  | Musulmanes                        | Didier Barbelivien                                        | Didier Barbelivien                         | |
| Deux Écoles (Les)                | 1984  | Io Domenico                       | Michel Sardou - Pierre Delanoë                            | Jacques Revaux                             | Composée à l'époque du Projet de loi Savary, Sardou évoque les luttes historiques entre l'école privée et l'école publique. Il participa par ailleurs à une manifestation en faveur de l'école privée. |
| Diez años ya                     | 1981  | Canta en español                  | Michel Sardou - Pierre Billon (adapté par Joaquín Sabina) | Jacques Revaux                             | version espagnole de Dix ans plus tôt |
| Dimanches (Les)                  | 1970  | J'habite en France                | Michel Sardou - Pierre Delanoë                            | Jacques Revaux                             | |
| Dis, Marie                       | 1966  | 45 tours Les Filles d'aujourd'hui | Ralph Bernet                                              | Jacques Revaux                             | |
| Dis-moi                          | 2004  | Du plaisir                        | Pascale Schembri - J. Kapler                              | J. Kapler                                  | |
| Divorce à l'amitié               | 1992  | Le Bac G                          | Michel Sardou - Didier Barbelivien                        | Jean-Pierre Bourtayre - Didier Barbelivien | |
| Dix ans plus tôt                 | 1977  | La Java de Broadway               | Michel Sardou - Pierre Billon                             | Jacques Revaux                             | Ce slow est un des succès de l'été 1977, qui compte parmi ses grands succès populaires. |
| Dixit Virgile (Ad libitum)       | 1977  | La Java de Broadway               | Michel Sardou - Pierre Delanoë                            | Jacques Revaux                             | |
| Donneuse (La)                    | 1980  | Victoria                          | Pierre Billon - Pierre Delanoë                            | Jacques Revaux                             | |
| Dossier D                        | 1980  | Victoria                          | Pierre Billon - Pierre Delanoë                            | Jacques Revaux                             | |
| Drôle de danse (Une)             | 1977  | La Java de Broadway               | Michel Sardou                                             | Jacques Revaux                             | |
| Du blues dans mes chansons       | 1984  | Io Domenico                       | Michel Sardou - Michel Mallory                            | Jacques Revaux                             | |
| Du plaisir                       | 2004  | Du plaisir                        | Michel Sardou - J. Kapler                                 | J. Kapler                                  | |

## E
| Titre                         | Année | Première parution                | Paroles                                                | Musique                                        | Information |
| ----------------------------- | ----- | -------------------------------- | ------------------------------------------------------ | ---------------------------------------------- | --- |
| Elle en aura besoin plus tard | 1988  | Le Successeur                    | Michel Sardou - Didier Barbelivien                     | Jacques Revaux                                 | |
| Elle pleure son homme         | 1988  | Le Successeur                    | Michel Sardou - Didier Barbelivien                     | Jacques Revaux                                 | |
| Elle revient dans cinq ans    | 1984  | Io Domenico                      | Michel Sardou                                          | Jacques Revaux                                 | |
| Elle s'en va de moi           | 1983  | Vladimir Ilitch                  | Pierre Delanoë                                         | Jacques Revaux                                 | |
| Elle vit toute seule          | 2010  | Être une femme 2010              | Michel Sardou                                          | Jacques Veneruso                               | |
| En chantant                   | 1978  | Je vole                          | Michel Sardou - Pierre Delanoë                         | Toto Cutugno                                   | Le chanteur las des polémiques autour de ses chansons de 1976, confie avoir recherché avec ce titre une chanson fédératrice. En chantant s'inscrit parmi ses grands succès.                                    |
| En quelle année Georgia       | 2023  | 45 tours En quelle année Georgia | Michel Sardou - Didier Barbelivien                     | Jean-Pierre Bourtayre                          | Ce 45 tours est sorti en édition limitée numérotée de 1 à 530 exemplaires sur le site officiel du chanteur. |
| Encore 200 jours              | 1966  | 45 tours Le Visage de l'année    | Michel Sardou                                          | Jacques Revaux                                 | |
| Enfant (Un)                   | 1972  | Danton                           | Michel Sardou                                          | Jacques Revaux                                 | Sardou évoque la paternité, deux ans après la naissance de sa fille aînée. |
| Esa joven feliz               | 1981  | Canta en español                 | Michel Sardou - Claude Lemesle (adapté par Carlo Toro) | Jacques Revaux                                 | version espagnole d'Une fille aux yeux clairs |
| Espérer                       | 2004  | Du plaisir                       | Michel Sardou                                          | Michel Sardou - Davy Sardou                    | |
| Et alors !                    | 2017  | Le Choix du fou                  | Michel Sardou - Claude Lemesle                         | Pierre Billon - Jean Mora                      | |
| Eternia malattia (L')         | 1974  | 45 tours L'Eternia malattia      | Michel Sardou - Yves Dessca                            | Jacques Revaux                                 | version italienne de La Maladie d'amour |
| Et mourir de plaisir          | 1970  | J'habite en France               | Michel Sardou - Vline Buggy                            | Jacques Revaux                                 | L'une de ses toutes premières chansons d'amour à devenir un hit. |
| Et puis après                 | 2010  | Être une femme 2010              | Michel Sardou                                          | Jacques Veneruso                               | |
| Être et ne pas avoir été      | 1993  | Bercy 93                         | Michel Sardou                                          | Jacques Revaux                                 | |
| Être une femme                | 1981  | Les Lacs du Connemara            | Michel Sardou - Pierre Delanoë                         | Jacques Revaux - Michel Sardou - Pierre Billon | Chanson satirique sur les femmes, pouvant prêter à différentes interprétations. |
| Être une femme (2010)         | 2010  | Être une femme 2010              | Michel Sardou - Pierre Delanoë                         | Jacques Revaux - Michel Sardou                 | Actualisation de la chanson Être une femme trente années plus tard en dressant le bilan de ce que sont, selon lui, les femmes du XXIe siècle. Pourtant, les féministes s'opposent encore à son positionnement. |
| Évangile (selon Robert) (L')  | 2006  | Hors format                      | Michel Sardou                                          | J. Kapler                                      | |
| Exit Dylan                    | 1985  | Chanteur de jazz                 | Michel Sardou - Didier Barbelivien                     | Jean-Pierre Bourtayre                          | |

## F
| Titre                       | Année | Première parution                  | Paroles                            | Musique                                | Information |
| --------------------------- | ----- | ---------------------------------- | ---------------------------------- | -------------------------------------- | --- |
| Fais des chansons           | 1975  | 45 tours Le France                 | Michel Sardou - Pierre Delanoë     | Jacques Revaux                         | |
| Féminin comme               | 1987  | Musulmanes                         | Jean-Loup Dabadie - Michel Sardou  | Jacques Revaux - Jean-Pierre Bourtayre | |
| Femme extraordinaire (Une)  | 2010  | Être une femme 2010                | Michel Sardou - Didier Barbelivien | Didier Barbelivien                     | |
| Femme ma fille (Une)        | 1984  | 45 tours Délire d'amour            | Michel Sardou - Pierre Delanoë     | Jacques Revaux - Jean-Pierre Bourtayre | Chanson construite sur le modèle du poème de Rudyard Kipling, Si, qui se conclut par le vers: "Tu seras un homme, mon fils". |
| Femme s'élance (Une)        | 1997  | Salut                              | Michel Sardou - Jean-Loup Dabadie  | Jacques Revaux                         | |
| Figurant (Le)               | 2017  | Le Choix du fou                    | Benoit Carré                       | Pierre Billon - Jean Mora              | |
| Fille aux yeux clairs (Une) | 1974  | 45 tours Une fille aux yeux clairs | Michel Sardou - Claude Lemesle     | Jacques Revaux                         | Hommage d'un homme à sa mère. L'une des plus célèbres chansons de Sardou sur le thème des relations filiales. |
| Filles d'aujourd'hui (Les)  | 1966  | 45 tours Les Filles d'aujourd'hui  | Michel Sardou                      | Jacques Revaux                         | |
| Fils de Ferdinand (Le)      | 1972  | Danton                             | Michel Sardou - Yves Dessca        | Jacques Revaux                         | |
| Finir l'amour               | 1978  | Je vole                            | Michel Sardou - Pierre Delanoë     | Pierre Billon                          | |
| Folk-song melody (Le)       | 1968  | 45 tours Les Dessins               | Michel Sardou                      | Jacques Revaux                         | présent sur l'album Petit - Les Ricains (1971) |
| Fougères (Les)              | 1967  | 45 tours Tu as changé              | Michel Sardou                      | Jacques Revaux                         | |
| Français                    | 2000  | Français                           | Michel Sardou - Didier Barbelivien | Michel Fugain                          | |
| France (Le)                 | 1975  | La Vieille                         | Michel Sardou - Pierre Delanoë     | Jacques Revaux                         | Hommage au paquebot France alors amarré au « quai de l'oubli » au port du Havre. La chanson, qui reste l'un des plus grands tubes de Sardou, est saluée à sa sortie par les syndicats et les communistes, en même temps qu'elle contribue à donner de lui l'image d'un chanteur patriote. |

## G
| Titre                        | Année | Première parution            | Paroles                        | Musique                        | Information                          |
| ---------------------------- | ----- | ---------------------------- | ------------------------------ | ------------------------------ | ------------------------------------ |
| Génération "Loving you" (La) | 1980  | Victoria                     | Michel Sardou - Pierre Delanoë | Jacques Revaux - Pierre Billon |                                      |
| Gens du show business (Les)  | 1972  | Danton                       | Michel Sardou - Yves Dessca    | Jacques Revaux                 |                                      |
| Grand réveil (Le)            | 1992  | Le Bac G                     | Michel Sardou                  | Jean-Pierre Bourtayre          |                                      |
| God save                     | 1968  | 45 tours Si j'avais un frère | Ralph Bernet - Michel Sardou   | Jacques Revaux                 | Titre alternatif : God save the king |

## H
| Titre                              | Année | Première parution                | Paroles                            | Musique                                | Information                               |
| ---------------------------------- | ----- | -------------------------------- | ---------------------------------- | -------------------------------------- | ----------------------------------------- |
| Haine (La)                         | 1980  | Victoria                         | Pierre Delanoë                     | Jacques Revaux - Pierre Billon         |                                           |
| Hallyday (Le Phénix)               | 1973  | La Maladie d'amour               | Michel Sardou                      | Jacques Revaux                         | Chanson dédiée à son ami Johnny Hallyday. |
| Happy birthday                     | 1987  | Musulmanes                       | Michel Sardou - Didier Barbelivien | Jacques Revaux - Jean-Pierre Bourtayre |                                           |
| Hommes cavalent (Les)              | 1994  | Selon que vous serez, etc., etc. | Michel Sardou - Didier Barbelivien | Didier Barbelivien                     |                                           |
| Hommes du vent (Les)               | 2004  | Du plaisir                       | Michel Sardou - Didier Barbelivien | Michel Sardou - Jacques Veneruso       |                                           |
| Hommes qui ne dorment jamais (Les) | 1988  | Le Successeur                    | Michel Sardou - Didier Barbelivien | Jacques Revaux                         |                                           |
| Humaine différence (L')            | 2010  | Être une femme 2010              | Michel Sardou                      | Daran                                  |                                           |

## I
| Titre                               | Année | Première parution    | Paroles                                                  | Musique                                | Information |
| ----------------------------------- | ----- | -------------------- | -------------------------------------------------------- | -------------------------------------- | --- |
| Il était là (Le Fauteuil)           | 1982  | Il était là          | Michel Sardou - Pierre Delanoë                           | Jacques Revaux                         | Hommage de Michel Sardou à son père Fernand Sardou, à travers le thème du passage de flambeau entre plusieurs générations d'artistes. |
| Il pleut sur ma vie                 | 1965  | 45 tours Le Madras   | Michel Sardou                                            | Michel Fugain                          | |
| Ils ont le pétrole, mais c'est tout | 1979  | Verdun               | Michel Sardou                                            | Pierre Billon                          | |
| Interdit aux bébés                  | 1973  | La Maladie d'amour   | Michel Sardou                                            | Jacques Revaux                         | |
| Io Domenico                         | 1984  | Io Domenico          | Michel Sardou - Pierre Delanoë                           | Jacques Revaux - Jean-Pierre Bourtayre | |
| It's not too late to start again    | 1979  | 45 tours Last flight | Michel Sardou - Pierre Delanoë (adapté par Michael Dees) | Jacques Revaux                         | version anglaise des Vieux Mariés |

## J
| Titre                                 | Année | Première parution                       | Paroles                              | Musique                                | Information |  |
| ------------------------------------- | ----- | --------------------------------------- | ------------------------------------ | -------------------------------------- | --- |  |
| J'accuse                              | 1976  | La Vieille                              | Michel Sardou - Pierre Delanoë       | Jacques Revaux                         | Pamphlet dénonçant les grandes dérives de l'humanité (pollution, guerres, génocides...). L'un des plus grands succès de Sardou dans sa veine polémique. Malgré des éléments en apparence antimilitaristes (« J'accuse les hommes d'être bêtes [...] à marcher au pas des régiments »), Sardou se voit accusé d'homophobie, en raison des vers suivants : « J'accuse les hommes de croire des hypocrites moitié pédés, moitié hermaphrodites ». Il retouchera ces vers à partir de 1991 lorsqu'il chantera le titre en concert. |  |
| J'ai chanté                           | 1972  | Danton                                  | Michel Sardou - Yves Dessca          | Jacques Revaux                         | |  |
| J'ai 2000 ans                         | 1974  | 45 tours Je veux l'épouser pour un soir | Michel Sardou - Claude Lemesle       | Jacques Revaux                         | |  |
| J'ai tant d'amour                     | 2004  | Du plaisir                              | Michel Sardou - J. Kapler            | J. Kapler                              | |  |
| J'aimerais bien qu'on ne m'oublie pas | 2025  | Les 100 plus grandes chansons           | Bernard Blier                        | Jacques Revaux                         | Avec l'intervention de Bernard Blier. Chanson interprétée en 1987 dans l'émission Sardou fait la une et restée inédite en CD jusque 2025. |  |
| J'aimerais savoir                     | 2017  | Le Choix du fou                         | Claude Lemesle                       | Pierre Billon - Jean Mora              | |  |
| J'aurais voulu t'aimer                | 2004  | Du plaisir                              | Rick Allison                         | Rick Allison                           | |  |
| Java de Broadway (La)                 | 1977  | La Java de Broadway                     | Michel Sardou - Pierre Delanoë       | Jacques Revaux                         | Dépeint une sortie entre amis à Broadway où fusent les comparaisons avec la fête que l'on peut faire en France, notamment à Meudon, ce qui a pu porter certains à imaginer des raisons pour ce rapprochement en apparence hasardeux. |  |
| Je deviens fou                        | 1973  | La Maladie d'amour                      | Michel Sardou                        | Jacques Revaux                         | |  |
| Je m'en souviendrai sûrement          | 1997  | Salut                                   | Michel Sardou                        | Jacques Revaux                         | |  |
| Je me souviens d'un adieu             | 1995  | Olympia 95                              | Michel Sardou                        | Jean-Pierre Bourtayre                  | Inédite dans le concert de 1995 (aucune version studio) |  |
| Je n'ai jamais su dire                | 1965  | 45 tours Le Madras                      | Michel Sardou                        | Michel Fugain                          | |  |
| Je n'aurai pas le temps               | 2000  | Français                                | Pierre Delanoë                       | Michel Fugain                          | reprise de Michel Fugain |  |
| Je ne sais plus rien                  | 2006  | Hors format                             | Michel Sardou - J. Kapler            | J. Kapler                              | |  |
| Je ne suis pas ce que je suis         | 2006  | Hors format                             | Michel Sardou                        | Daran                                  | |  |
| Je ne suis pas mort, je dors !        | 1979  | Verdun                                  | Michel Sardou - Pierre Billon        | Jacques Revaux                         | Ce titre était, dans le répertoire de Sardou, la chanson préférée de François Mitterrand. Cette chanson est un hommage de Michel à son ami Claude François mort brutalement en 1978. |  |
| Je ne suis plus un homme pressé       | 2006  | Hors format                             | Michel Sardou - Agnès Hampartzoumian | J. Kapler - Jean-Marc Haroutiounian    | |  |
| Je ne t'ai pas trompée                | 1968  | 45 tours Si j'avais un frère            | Michel Sardou - Patrick Larue        | Jacques Revaux                         | présent sur l'album Petit - Les Ricains (1971) |  |
| Je sais                               | 2003  | Millésimes                              | Zoé Gilbert                          | Rick Allison                           | |  |
| Je n'oublie pas                       | 2004  | Du plaisir                              | Michel Sardou - J. Kapler            | J. Kapler                              | |  |
| Je serai là                           | 2006  | Hors format                             | Michel Sardou - J. Kapler            | J. Kapler                              | La chanson est présente dans le concert de 2007 au Zénith, avec des paroles légèrement modifiées. |  |
| Je suis l'homme d'un seul amour       | 1977  | La Java de Broadway                     | Michel Sardou                        | Michel Mallory                         | |  |
| Je suis pour                          | 1976  | La Vieille                              | Michel Sardou                        | Jacques Revaux                         | Chanson évoquant la colère d'un père dont l'enfant a été assassiné. Elle sort pendant l'affaire Patrick Henry. La polémique fait rage entre les pro et anti-peine de mort qui lui reprochent de faire l'apologie de la peine capitale ; Sardou s'en défend en affirmant avoir fait une chanson sur la loi du talion et les instincts paternels. Avec le recul, l'auteur considère avoir écrit un polar musical et déclarera à propos du titre Je suis pour « qu'il était bien mal choisi ».                                    |  |
| Je t'aime                             | 2017  | Le Choix du fou                         | Pierre Billon - Jean Mora            | Pierre Billon - Jean Mora              | |  |
| Je t'aime, je t'aime                  | 1971  | 45 tours Je t'aime, je t'aime           | Michel Sardou                        | Jacques Revaux                         | |  |
| Je t'aime tant                        | 2006  | Millésimes                              | Michel Sardou - J. Kapler            | J. Kapler                              | |  |
| Je vais t'aimer                       | 1976  | La Vieille                              | Gilles Thibaut                       | Jacques Revaux - Michel Sardou         | La mélodie de Jacques Revaux et Michel Sardou est librement inspirée du Concerto d'Aranjuez de Joaquín Rodrigo. Les paroles sont de Gilles Thibaut, qui avait déjà écrit sur un sujet similaire, en 1969, la chanson Que je t'aime pour Johnny Hallyday. |  |
| Je veux l'épouser pour un soir        | 1974  | 45 tours Je veux l'épouser pour un soir | Michel Sardou - Claude Lemesle       | Jacques Revaux                         | |  |
| Je viens du sud                       | 1981  | Les Lacs du Connemara                   | Michel Sardou - Pierre Delanoë       | Jacques Revaux                         | |  |
| Je vole                               | 1978  | Je vole                                 | Michel Sardou - Pierre Billon        | Michel Sardou                          | Composé par Michel Sardou, ce titre évoque la fugue d'un adolescent en pleine nuit, après avoir laissé une lettre à ses parents. Pour Sardou la chanson parle d'un fils qui s'est suicidé et qui explique son geste/ |  |
| Je vous ai bien eus                   | 1976  | La Vieille                              | Michel Sardou - Pierre Delanoë       | Jacques Revaux                         | |  |
| J'habite en France                    | 1970  | J'habite en France                      | Michel Sardou - Vline Buggy          | Jacques Revaux                         | |  |
| J'oublie                              | 1984  | Millésimes                              | Michel Sardou                        | Jacques Revaux - Jean-Pierre Bourtayre | |  |
| Jour, la liberté (Un)                 | 1989  | Bercy 89                                | Michel Sardou - Pierre Barret        | Jacques Cardona - Jacques Revaux       | Commémorant le bicentenaire de la Révolution française, la chanson clôture le concert. La mise en scène, signée Robert Hossein, mobilisa plus de 100 figurants. |  |
| Jours avec et les jours sans (Les)    | 2006  | Hors format                             | Michel Sardou                        | Jacques Veneruso                       | |  |
| J'y crois                             | 1978  | Je vole                                 | Michel Sardou                        | Michel Sardou                          | |  |

## K
| Titre | Année | Première parution | Paroles                       | Musique        | Information |
| ----- | ----- | ----------------- | ----------------------------- | -------------- | ----------- |
| K7    | 1980  | 45 tours K7       | Michel Sardou - Pierre Billon | Jacques Revaux |             |

## L
| Titre                                           | Année | Première parution                    | Paroles                            | Musique                                | Information |
| ----------------------------------------------- | ----- | ------------------------------------ | ---------------------------------- | -------------------------------------- | --- |
| Lacs du Connemara (Les)                         | 1981  | Les Lacs du Connemara                | Michel Sardou - Pierre Delanoë     | Jacques Revaux                         | Évocation lyrique de l'Irlande. Composé par Jacques Revaux (il dirige également l'orchestre symphonique de Londres lors de l'enregistrement studio), ce titre s'inscrit parmi les grands classiques de Michel Sardou, repris dans l'intégralité des concerts ayant suivi sa parution. |
| Laisse-moi vivre                                | 1971  | Olympia 71                           | Michel Sardou                      | Jacques Revaux                         | |
| Laisse-toi prendre                              | 1987  | 45 tours Tous les bateaux s'envolent | Didier Barbelivien                 | Michel Sardou - Didier Barbelivien     | |
| Last flight                                     | 1979  | 45 tours Last flight                 | Pierre Billon                      | Michel Sardou                          | version anglaise de Je vole |
| Lequel sommes-nous ?                            | 2010  | Être une femme 2010                  | Michel Sardou                      | Jacques Veneruso                       | |
| Lettre à ma femme pour tout lui expliquer (Une) | 1985  | Chanteur de jazz                     | Michel Sardou - Didier Barbelivien | Jacques Revaux - Jean-Pierre Bourtayre | titre alternatif : Une lettre à ma femme |
| Lettre au déserteur                             | 1971  | Millésimes                           | Michel Sardou                      | Jacques Revaux                         | |
| Livre du temps (Le)                             | 2004  | Du plaisir                           | Richard Seff                       | Daniel Seff                            | |
| Loin                                            | 2004  | Du plaisir                           | Michel Sardou - J. Kapler          | J. Kapler                              | |
| Los Angélien                                    | 1984  | 45 tours Les Deux écoles             | Michel Sardou - Pierre Delanoë     | Jacques Revaux - Jean-Pierre Bourtayre | |

## M
| Titre                           | Année | Première parution                | Paroles                                                      | Musique                                                | Information |
| ------------------------------- | ----- | -------------------------------- | ------------------------------------------------------------ | ------------------------------------------------------ | --- |
| Madame je                       | 1968  | 45 tours Si j'avais un frère     | Michel Sardou                                                | Jacques Revaux                                         | présent sur l'album Petit - Les Ricains (1971) |
| Madras (Le)                     | 1965  | 45 tours Le Madras               | Michel Sardou                                                | Michel Fugain                                          | |
| Main aux fesses (La)            | 1979  | Verdun                           | Michel Sardou - Pierre Billon                                | Jacques Revaux                                         | |
| Maison des vacances (La)        | 1990  | Le Privilège                     | Michel Sardou - Didier Barbelivien                           | Didier Barbelivien                                     | |
| Maison en enfer (La)            | 1980  | Victoria                         | Pierre Billon - Pierre Delanoë                               | Jacques Revaux                                         | |
| Mal de amor (El)                | 1981  | Canta en español                 | Michel Sardou - Yves Dessca (adapté par Rafael Gayoso Zuber) | Jacques Revaux                                         | version espagnole de La Maladie d'amour |
| Maladie d'amour (La)            | 1973  | La Maladie d'amour               | Michel Sardou - Yves Dessca                                  | Jacques Revaux                                         | Un des plus grands tubes de Michel Sardou, resté neuf semaines en tête du hit-parade. Elle dépeint l'universalité et la dimension intemporelle de l'amour. Les vers « elle court, elle court, la maladie d'amour dans le cœur des enfants de 7 à 77 ans » sont restés dans les mémoires. |
| Mamans qui s'en vont (Les)      | 1981  | Les Lacs du Connemara            | Michel Sardou - Jean-Loup Dabadie                            | Jacques Revaux                                         | |
| Ma mémoire                      | 1982  | Il était là                      | Michel Sardou - Pierre Delanoë                               | Jacques Revaux                                         | |
| Mam'selle Louisiane             | 1990  | Le Privilège                     | Michel Sardou - Didier Barbelivien                           | Jacques Revaux                                         | |
| Manie, manie                    | 1977  | La Java de Broadway              | Michel Sardou - Pierre Delanoë                               | Jacques Revaux                                         | |
| Manif (La)                      | 1976  | 45 tours Je vais t'aimer         | Michel Sardou - Pierre Delanoë                               | Jacques Revaux                                         | |
| Ma première femme, ma femme     | 1994  | Selon que vous serez, etc., etc. | Michel Sardou                                                | Jean-Pierre Bourtayre                                  | |
| Marche en avant (La)            | 1973  | La Maladie d'amour               | Michel Sardou - Pierre Delanoë                               | Jacques Revaux                                         | |
| Marco Perez (Le Playboy)        | 1980  | Victoria                         | Pierre Billon - Pierre Delanoë                               | Jacques Revaux                                         | |
| Marie-Jeanne                    | 1990  | Le Privilège                     | Michel Sardou - Didier Barbelivien                           | Jean-Pierre Bourtayre - Jacques Revaux - Michel Sardou | Le clip fut réalisé par Didier Kaminka où apparaissent notamment Thierry Lhermitte, Pierre Richard, Eddy Mitchell, Didier Barbelivien... |
| Marie ma belle                  | 1994  | Selon que vous serez, etc., etc. | Michel Sardou                                                | Jean-Pierre Bourtayre                                  | |
| Masques (Les)                   | 1988  | Le Successeur                    | Michel Sardou - Jean-Michel Bériat                           | Jacques Revaux                                         | en duo avec Tina Provenzano |
| Maudits Français                | 1994  | Selon que vous serez, etc., etc. | Michel Sardou - Didier Barbelivien                           | Jean-Pierre Bourtayre - Didier Barbelivien             | |
| Mauvais homme (Le)              | 1981  | Les Lacs du Connemara            | Jean-Loup Dabadie - Michel Sardou                            | Jacques Revaux - Pierre Billon                         | |
| Médecin de campagne             | 2017  | Le Choix du fou                  | Gérard Duguet-Grasser                                        | Alain Lanty                                            | |
| Méfie-toi on t'aime             | 1992  | Le Bac G                         | Michel Sardou - Didier Barbelivien                           | Michel Sardou - Jean-Pierre Bourtayre                  | |
| Méfions-nous des fourmis        | 1979  | Verdun                           | Michel Sardou                                                | Pierre Billon                                          | |
| Mélodie pour Élodie             | 1985  | Chanteur de jazz                 | Michel Sardou                                                | Michel Sardou                                          | |
| Même eau qui coule (La)         | 1988  | Le Successeur                    | Michel Sardou - Jean-Michel Bériat                           | Jacques Revaux                                         | |
| Même si                         | 2004  | Du plaisir                       | Michel Sardou - J. Kapler                                    | J. Kapler                                              | |
| Merci… pour tout (Merci Papa)   | 1982  | Il était là                      | Michel Sardou - Pierre Delanoë                               | Jacques Revaux                                         | |
| Merci Seigneur                  | 1967  | 45 tours Les Ricains             | Michel Sardou                                                | Jacques Revaux                                         | |
| Mi generación                   | 1981  | Canta en español                 | Michel Sardou - Pierre Delanoë (adapté par Joaquín Sabina)   | Jacques Revaux - Pierre Billon                         | version espagnole de La Génération Loving You |
| Minuit moins dix                | 1987  | Musulmanes                       | Michel Sardou                                                | Jacques Revaux - Jean-Pierre Bourtayre                 | |
| Mods and rockers                | 1966  | 45 tours Le Visage de l'année    | Patrice Laffont                                              | Jacques Revaux                                         | |
| Monde où tu vas (Le)            | 1994  | Selon que vous serez, etc., etc. | Michel Sardou                                                | Jean-Pierre Bourtayre                                  | |
| Mon dernier rêve sera pour toi  | 1997  | Salut                            | Michel Sardou - Didier Barbelivien                           | Jacques Revaux                                         | Les chœurs utilisés lors du refrain sont les amis de Michel Sardou Eddy Mitchell et Johnny Hallyday. Sardou reconnaît s'être inspiré des problèmes de l'homme d'affaires Bernard Tapie pour écrire le texte.                                                                             |
| Mon fils                        | 1977  | La Java de Broadway              | Pierre Delanoë                                               | Michel Sardou                                          | |
| Mon mal de foie                 | 1972  | Danton                           | Michel Sardou                                                | Jacques Revaux                                         | |
| Monsieur le Président de France | 1969  | J'habite en France               | Michel Sardou                                                | Jacques Revaux                                         | Ce titre est réenregistré en 1972 avec une nouvelle orchestration (album Danton). |
| Monsieur Ménard                 | 1978  | Je vole                          | Michel Sardou - Pierre Delanoë                               | Pierre Billon                                          | |
| Motel à Keeseeme (Un)           | 2006  | Hors format                      | Michel Sardou                                                | Daran                                                  | |
| Mots d'amour (Les)              | 1985  | Chanteur de jazz                 | Michel Sardou - Jean-Loup Dabadie                            | Jacques Revaux - Jean-Pierre Bourtayre                 | |
| Moutons (Les)                   | 1967  | 45 tours Les Ricains             | Pierre Delanoë                                               | Guy Magenta                                            | |
| Musica                          | 1981  | Les Lacs du Connemara            | Michel Sardou - Pierre Delanoë                               | Toto Cutugno                                           | Toto Cutugno, qui en a composé la musique, l’interprétera en italien. |
| Musica                          | 1981  | Canta en español                 | Michel Sardou - Pierre Delanoë (adapté par Joaquín Sabina)   | Toto Cutugno                                           | version espagnole de Musica |
| Musulmanes                      | 1986  | Musulmanes                       | Michel Sardou                                                | Jacques Revaux - Jean-Pierre Bourtayre                 | Regard critique sous-jacent sur les conditions des femmes musulmanes dans les pays arabes. Grand succès public et critique : elle est sacrée chanson de l'année en 1987 aux Victoires de la musique.                                                                                     |

## N
| Titre                      | Année | Première parution     | Paroles                         | Musique                 | Information                                                                             |
| -------------------------- | ----- | --------------------- | ------------------------------- | ----------------------- | --------------------------------------------------------------------------------------- |
| Neige (La)                 | 1970  | J'habite en France    | Michel Sardou - Vline Buggy     | Jacques Revaux          |                                                                                         |
| Noces de mon père (Les)    | 1981  | Les Lacs du Connemara | Michel Sardou                   | Michel Sardou           | sur la musique de Je viens du sud                                                       |
| Non merci                  | 2004  | Du plaisir            | Michel Sardou                   | Jacques Veneruso        |                                                                                         |
| Nous n'aurons pas d'enfant | 1968  | 45 tours Les Dessins  | Michel Sardou                   | Jacques Revaux          | présent sur l'album Petit - Les Ricains (1971)                                          |
| Nuit de l'angoisse (La)    | 1980  | Les Misérables        | Alain Boublil - Jean-Marc Natel | Claude-Michel Schönberg | participation à l'album original des Misérables, avec Salvatore Adamo et Michel Delpech |
| Nuit de satin              | 2006  | Hors format           | Michel Sardou                   | J. Kapler               |                                                                                         |
| Nuits blanches à Rio       | 2010  | Être une femme 2010   | Michel Sardou                   | Daran                   |                                                                                         |

## O
| Titre                      | Année | Première parution | Paroles                                    | Musique                        | Information                                                                            |
| -------------------------- | ----- | ----------------- | ------------------------------------------ | ------------------------------ | -------------------------------------------------------------------------------------- |
| Oiseau tonnerre (L')       | 2006  | Hors format       | Pierre-Yves Lebert                         | Daran                          |                                                                                        |
| On a déjà donné            | 1978  | Je vole           | Michel Sardou - Claude Lemesle             | Mort Shuman                    | Mort Shuman, avec qui Michel Sardou a écrit cette chanson, l'interpréta la même année. |
| On est planté              | 2006  | Hors format       | Michel Sardou                              | Daran                          |                                                                                        |
| On se reverra              | 2000  | Français          | Michel Sardou - Didier Barbelivien         | Michel Fugain                  |                                                                                        |
| Otra mujer (La)            | 1981  | Canta en español  | Pierre Delanoë (adapté par Joaquín Sabina) | Jacques Revaux - Michel Sardou | version espagnole de L'Autre femme                                                     |
| Où s'en vont les étoiles ? | 2019  | L'album de sa vie | Claude Lemesle                             | Pierre Billon - Jean Mora      | chanson inédite                                                                        |

## P
| Titre                                        | Année | Première parution                | Paroles                            | Musique                                   | Information |
| -------------------------------------------- | ----- | -------------------------------- | ---------------------------------- | ----------------------------------------- | --- |
| Paraguay n'est plus ce qu'il était (Le)      | 1988  | Le Successeur                    | Michel Sardou                      | Jacques Revaux                            | |
| Parce que c'était lui, parce que c'était moi | 1984  | Io Domenico                      | Jean-Loup Dabadie                  | Michel Sardou                             | |
| Parlez-moi d'elle                            | 2000  | Français                         | Michel Sardou                      | Michel Fugain                             | |
| Parlons de toi de moi                        | 1990  | Le Privilège                     | Michel Sardou                      | Jacques Revaux - Michel Sardou            | |
| Passer l'amour                               | 1994  | Selon que vous serez, etc., etc. | Michel Sardou                      | Jean-Pierre Bourtayre                     | |
| Pense à l'Italie                             | 2000  | Français                         | Michel Sardou - Didier Barbelivien | Michel Fugain                             | |
| Petit                                        | 1967  | 45 tours Tu as changé            | Michel Sardou                      | Jacques Revaux                            | L'un des premiers titres de Sardou évoquant l'enfance. Petit est réenregistré en 1970, sur l'album J'habite en France ainsi qu'en 1989 (Sardou 66). |
| Pleure pas Lola                              | 1997  | Salut                            | Michel Sardou - Jean-Loup Dabadie  | Jacques Revaux                            | |
| Pluie de Jules César (La)                    | 1980  | Victoria                         | Pierre Delanoë                     | Jacques Revaux - Pierre Billon            | |
| Pour moi elle a toujours 20 ans              | 2017  | Le Choix du fou                  | Michel Sardou - Claude Lemesle     | Michel Sardou - Pierre Billon - Jean Mora | |
| Première fois qu'on s'aimera (La)            | 1983  | Maxi 45 tours Vartan Sardou      | Michel Sardou - Pierre Delanoë     | Jacques Revaux                            | en duo avec Sylvie Vartan |
| Préservation                                 | 1981  | Les Lacs du Connemara            | Michel Sardou - Pierre Delanoë     | Jacques Revaux                            | |
| Privilège (Le)                               | 1990  | Le Privilège                     | Michel Sardou - Didier Barbelivien | Jacques Revaux - Michel Sardou            | |
| Prix d'un homme (Le)                         | 1978  | Je vole                          | Michel Sardou - Pierre Delanoë     | Pierre Billon                             | |
| Prochains jours de Pearl Harbor              | 1987  | Musulmanes                       | Michel Sardou - Didier Barbelivien | Jacques Revaux - Jean-Pierre Bourtayre    | |
| Putain de temps                              | 1994  | Selon que vous serez, etc., etc. | Michel Sardou - Didier Barbelivien | Jean-Pierre Bourtayre                     | |

## Q
| Titre                              | Année | Première parution   | Paroles                           | Musique        | Information               |
| ---------------------------------- | ----- | ------------------- | --------------------------------- | -------------- | ------------------------- |
| Quand je serai vieux               | 1979  | Verdun              | Michel Sardou                     | Pierre Billon  |                           |
| Quelques mots d'amour              | 1970  | J'habite en France  | Michel Sardou - Vline Buggy       | Jacques Revaux |                           |
| Qu'est-ce que j'aurais fait, moi ? | 1998  | Bercy 98            | Michel Sardou - Jean-Loup Dabadie | Jacques Revaux |                           |
| Qu'est-ce qu'il a dit ?            | 1977  | La Java de Broadway | Michel Sardou - Pierre Delanoë    | Jacques Revaux |                           |
| Qui est Dieu ?                     | 1979  | Verdun              | Michel Sardou                     | Jacques Revaux | en duo avec Romain Sardou |
| Qui m'aime me tue                  | 2017  | Le Choix du fou     | Fred Blondin - Anse Lazio         | Fred Blondin   |                           |

## R
| Titre                         | Année | Première parution             | Paroles                            | Musique            | Information |
| ----------------------------- | ----- | ----------------------------- | ---------------------------------- | ------------------ | --- |
| Raconte une histoire          | 1966  | 45 tours Le Visage de l'année | Michel Sardou - Patrice Laffont    | Jacques Revaux     | |
| Rebelle                       | 2010  | Être une femme 2010           | Michel Sardou - Didier Barbelivien | Didier Barbelivien | |
| Requin chagrin                | 1975  | 45 tours Un accident          | Michel Sardou - Pierre Delanoë     | Jacques Revaux     | en duo avec Mireille Darc |
| Restera-t-il encore ?         | 1970  | J'habite en France            | Michel Sardou                      | Jacques Revaux     | |
| Ricains (Les)                 | 1967  | 45 tours Les Ricains          | Michel Sardou                      | Guy Magenta        | Alors que l'année précédente le président de la république Charles de Gaulle condamne l'intervention américaine au Viêt Nam et claque la porte de l'OTAN, Sardou rend hommage dans cette chanson aux soldats américains de la Seconde Guerre mondiale. La chanson est interdite sur les radios et à télévision. Michel Sardou l'enregistre une seconde fois en 1970, sur l'album J'habite en France et en 1989 sur l'album Sardou 66. |
| Rien                          | 1976  | La Vieille                    | Michel Sardou - Gilles Thibaut     | Jacques Revaux     | |
| Rire du sergent (Le)          | 1971  | 45 tours Le Rire du sergent   | Michel Sardou - Yves Dessca        | Jacques Revaux     | Succès dans la veine comique qui évoque le service national. Ce titre a valu à Sardou ses premières accusations d'homophobie |
| Rivière de notre enfance (La) | 2004  | Du plaisir                    | Didier Barbelivien                 | Didier Barbelivien | Duo avec Garou, grand succès radiophonique et commercial qui permet à Michel Sardou de se hisser à la première place du top singles, après vingt ans d'absence à cette place. Cette chanson marque également son retour sur scène après trois ans d'absence totale. |
| Road book                     | 1985  | Chanteur de jazz              | Michel Sardou - Jean-Loup Dabadie  | Michel Sardou      | |
| Roi barbare (Un)              | 1976  | La Vieille                    | Michel Sardou - Claude Lemesle     | Jacques Revaux     | |
| Rouge                         | 1984  | Io Domenico                   | Michel Sardou - Didier Barbelivien | Jacques Revaux     | Illustration poétique de la couleur rouge, qui se rapporte à de nombreux domaines. |
| Routes de Rome (Les)          | 1987  | Musulmanes                    | Pierre Barret - Michel Sardou      | Jacques Revaux     | |

## S
| Titre                            | Année | Première parution                 | Paroles                                            | Musique                                | Information |
| -------------------------------- | ----- | --------------------------------- | -------------------------------------------------- | -------------------------------------- | --- |
| Salut                            | 1997  | Salut                             | Michel Sardou - Jean-Loup Dabadie                  | Jacques Revaux - Jean-Pierre Bourtayre | Ultime collaboration de Sardou avec Jacques Revaux, sur un texte de Jean-Loup Dabadie inspiré de Ma plus belle histoire d'amour de Barbara, - Barbara dont Sardou reprendra L'Aigle noir dans ses concerts de 2005 et de 2013. |
| San Lorenzo                      | 2017  | Le Choix du fou                   | Gérard Duguet-Grasser                              | Pierre Billon - Jean Mora              | |
| Sans te faire l'amour            | 1974  | Millésimes                        | Michel Sardou - Claude Lemesle                     | Jacques Revaux                         | |
| Sature                           | 2006  | Hors format                       | Pierre-Yves Lebert                                 | Daran                                  | |
| Selon que vous serez, etc., etc. | 1994  | Selon que vous serez, etc., etc.  | Michel Sardou                                      | Jean-Pierre Bourtayre                  | Constat sur la justice, en cette fin de XXe siècle. La chanson fait référence à la fable de Jean de La Fontaine Les Animaux malades de la peste.                                                                               |
| S'enfuir et après                | 1997  | Salut                             | Michel Sardou                                      | Jacques Revaux                         | |
| Seulement l'amour                | 1977  | La Java de Broadway               | Michel Sardou - Pierre Delanoë                     | Jacques Revaux                         | |
| Si j'avais un frère              | 1968  | 45 tours Si j'avais un frère      | Michel Sardou                                      | Jacques Revaux                         | présent sur l'album Petit - Les Ricains (1971) |
| Si je parle beaucoup             | 1966  | 45 tours Les Filles d'aujourd'hui | Michel Sardou                                      | Jacques Revaux                         | |
| Si j'étais                       | 1980  | 45 tours K7                       | Michel Sardou                                      | Jacques Revaux - Pierre Billon         | |
| Si l'on revient moins riches     | 1983  | Vladimir Ilitch                   | Michel Sardou - Didier Barbelivien                 | Jacques Revaux                         | |
| Si yo fuera                      | 1981  | Canta en español                  | Michel Sardou (adapté par Amadeo Pascual)          | Jacques Revaux - Pierre Billon         | version espagnole de Si j'étais |
| Soleil ou pas                    | 2010  | Être une femme 2010               | Michel Sardou                                      | Jacques Veneruso                       | |
| Souris-moi                       | 2017  | Millésimes                        | Claude Lemesle                                     | Pierre Billon - Jean Mora              | |
| Star con te (e morir)            | 1970  | 45 tours Star con te (e morir)    | Michel Sardou - Vline Buggy (adapté par D. Simone) | Jacques Revaux                         | version italienne de Et mourir de plaisir |
| Successeur (Le)                  | 1988  | Le Successeur                     | Michel Sardou - Didier Barbelivien                 | Jacques Revaux                         | |
| Surveillant général (Le)         | 1972  | Danton                            | Michel Sardou                                      | Jacques Revaux                         | Première chanson sur le thème de l'éducation et l'enseignement. |

## T
| Titre                            | Année | Première parution                    | Paroles                            | Musique                               | Information |
| -------------------------------- | ----- | ------------------------------------ | ---------------------------------- | ------------------------------------- | --- |
| T'es mon amie, t'es pas ma femme | 1997  | Salut                                | Michel Sardou - Jean-Loup Dabadie  | Jacques Revaux                        | |
| Temps des colonies (Le)          | 1976  | La Vieille                           | Michel Sardou - Pierre Delanoë     | Jacques Revaux                        | Chanson controversée, à laquelle certains reprochèrent de faire l'apologie de la colonisation. Le chanteur s'en est toujours défendu en évoquant le second degré de la chanson. |
| Temps rétro (Le)                 | 1975  | Olympia 75                           | Michel Sardou - Pierre Delanoë     | Jacques Revaux                        | |
| Testament (Le)                   | 1974  | Millésimes                           | Michel Sardou                      | Jacques Revaux                        | Deux versions. |
| Tête assez dure (La)             | 1978  | Je vole                              | Michel Sardou - Gilles Thibaut     | Michel Sardou - Pierre Billon         | |
| Tous les bateaux s'envolent      | 1987  | 45 tours Tous les bateaux s'envolent | Michel Sardou - Jean-Loup Dabadie  | Jacques Cardona                       | |
| Tout le monde est star           | 1994  | Selon que vous serez, etc., etc.     | Michel Sardou                      | Michel Sardou                         | |
| Tout s'oublie                    | 1987  | Musulmanes                           | Michel Sardou - Didier Barbelivien | Jacques Revaux                        | |
| Train de la dernière chance (Le) | 1967  | 45 tours Les Ricains                 | Bernard Michel                     | Guy Magenta                           | |
| Tu as changé                     | 1967  | 45 tours Tu as changé                | Michel Sardou                      | Jacques Revaux                        | présent sur l'album Petit - Les Ricains (1971) |
| Tu es Pierre                     | 1973  | La Maladie d'amour                   | Michel Sardou - Pierre Delanoë     | Jacques Revaux                        | Sur la fondation de l'Eglise |
| Tu ne sauras pas ce que tu veux  | 1992  | Le Bac G                             | Michel Sardou - Didier Barbelivien | Michel Sardou - Jean-Pierre Bourtayre | |
| Tu te reconnaîtras               | 1997  | Salut                                | Michel Sardou                      | Michel Sardou - Jacques Revaux        | |
| Tuez-moi                         | 1973  | La Maladie d'amour                   | Michel Sardou - Pierre Delanoë     | Jacques Revaux                        | |

## U
| Titre | Année | Première parution | Paroles                        | Musique        | Information |
| ----- | ----- | ----------------- | ------------------------------ | -------------- | ----------- |
| UFO   | 1980  | Victoria          | Pierre Billon - Pierre Delanoë | Jacques Revaux |             |

## V
| Titre                    | Année | Première parution             | Paroles                                                    | Musique                                | Information |
| ------------------------ | ----- | ----------------------------- | ---------------------------------------------------------- | -------------------------------------- | --- |
| Valentine day            | 2006  | Hors format                   | Michel Sardou                                              | Jacques Veneruso                       | Évoque l'origine de la Saint-Valentin |
| Vallée des poupées (La)  | 1976  | La Vieille                    | Michel Sardou - Pierre Delanoë                             | Jacques Revaux                         | |
| Vengo del sur            | 1981  | Canta en español              | Michel Sardou - Pierre Delanoë (adapté par Joaquín Sabina) | Jacques Revaux                         | version espagnole de Je viens du sud |
| Verdun                   | 1979  | Verdun                        | Michel Sardou                                              | Michel Sardou                          | |
| Verre vide (Le)          | 1984  | Io Domenico                   | Michel Sardou - Pierre Delanoë                             | Jacques Revaux                         | |
| Vétéran (Le)             | 1990  | Le Privilège                  | Michel Sardou - Didier Barbelivien                         | Jacques Revaux                         | Hommage aux Beatles |
| Victoria                 | 1980  | Victoria                      | Pierre Delanoë                                             | Jacques Revaux - Pierre Billon         | |
| Vie, la mort, etc. (La)  | 2004  | Du plaisir                    | Michel Sardou                                              | Michel Sardou                          | |
| Vieille (La)             | 1976  | La Vieille                    | Michel Sardou - Gilles Thibaut                             | Jacques Revaux                         | |
| Vieux est de retour (Le) | 1972  | Danton                        | Michel Sardou                                              | Jacques Revaux                         | |
| Vieux Mariés (Les)       | 1973  | La Maladie d'amour            | Michel Sardou - Pierre Delanoë                             | Jacques Revaux                         | Évoque une vieillesse heureuse et l'amour d'un couple qui a résisté au temps. La rime « Tu m'as donné de beaux enfants, tu as le droit de te reposer maintenant », constitue l'un des premiers malentendus de Sardou avec les féministes. Pierre Delanoë, co-auteur des paroles, confia avoir écrit Les Vieux Mariés en réaction à la chanson de Jacques Brel Les Vieux qui décrit tragiquement la vieillesse.            |
| Villes de solitude (Les) | 1973  | La Maladie d'amour            | Michel Sardou - Pierre Delanoë                             | Jacques Revaux                         | Le narrateur rêve qu'il ose être un autre et éprouve des fantasmes brutaux, mais sans passer à l'acte (« J'ai envie de violer des femmes, de les forcer à m'admirer »), mais qui, une fois l'alcool et ses effets dissipés, retourne à la monotonie de son quotidien. La chanson est mal reçue par les mouvements féministes, qui protestent vivement.                                                                    |
| Villes hostiles (Les)    | 2006  | Hors format                   | Michel Sardou                                              | Daran                                  | |
| Vincent                  | 1988  | Le Successeur                 | Michel Sardou                                              | Jacques Revaux                         | Hommage à Vincent Van Gogh |
| Visage de l'année (Le)   | 1966  | 45 tours Le Visage de l'année | Patrice Laffont                                            | Jacques Revaux                         | |
| Vivant                   | 1982  | Il était là                   | Michel Sardou - Pierre Delanoë                             | Jacques Revaux                         | |
| Vive la mariée           | 1971  | 45 tours Le Rire du sergent   | Michel Sardou                                              | Jacques Revaux                         | |
| Vladimir Ilitch          | 1983  | Vladimir Ilitch               | Michel Sardou - Pierre Delanoë                             | Jacques Revaux - Jean-Pierre Bourtayre | Réquisitoire contre les dérives de l'Union soviétique. Sardou y invoque Lénine, et affirme que les idéaux socialistes se sont perdus dans la corruption (« Lénine, relève-toi : ils sont devenus fous », référence au Printemps de Prague. L'anticommuniste Pierre Delanoë aurait, selon Sardou, écrit les passages « anticommunistes primaires » tandis que lui aurait inclus les passages élogieux vis-à-vis de Lénine. |
| Voler                    | 2010  | Être une femme 2010           | Michel Sardou                                              | Jacques Veneruso                       | Duo avec Céline Dion, ils y évoquent la passion de Michel Sardou pour l'aviation. La chanson n'était pas prévue pour un duo ; c'est la choriste, Delphine Elbé, qui en a eu l'idée. Elle chantera la chanson lors des deux tournées suivant la parution de l'album, à la place de Céline Dion. |
| Volver a vivir           | 1981  | Canta en español              | Michel Sardou - Pierre Delanoë (adapté par Carlos Toro)    | Jacques Revaux                         | version espagnole des Vieux Mariés |
| Voyageur immobile        | 1985  | Chanteur de jazz              | Michel Sardou - Jean-Loup Dabadie                          | Jacques Revaux                         | |

## W
| Titre | Année | Première parution | Paroles                        | Musique        | Information |
| ----- | ----- | ----------------- | ------------------------------ | -------------- | ----------- |
| W 454 | 1976  | La Vieille        | Michel Sardou - Pierre Delanoë | Jacques Revaux |             |

## X
| Titre | Année | Première parution | Paroles       | Musique       | Information |
| ----- | ----- | ----------------- | ------------- | ------------- | ----------- |
| X ray | 1979  | Verdun            | Michel Sardou | Pierre Billon |             |

## Y
| Titre                  | Année | Première parution | Paroles                                                 | Musique            | Information                          |
| ---------------------- | ----- | ----------------- | ------------------------------------------------------- | ------------------ | ------------------------------------ |
| Yeux de mon père (Les) | 2006  | Hors format       | Michel Sardou                                           | Jacques Veneruso   |                                      |
| Yeux d'un animal (Les) | 1983  | Vladimir Ilitch   | Michel Sardou - Pierre Delanoë                          | Didier Barbelivien |                                      |
| Yo te amaré            | 1981  | Canta en español  | Michel Sardou - Gilles Thibaut (adapté par Carlos Toro) | Jacques Revaux     | version espagnole de Je vais t'aimer |

## Z
| Titre        | Année | Première parution  | Paroles                        | Musique        | Information |
| ------------ | ----- | ------------------ | ------------------------------ | -------------- | ----------- |
| Zombi Dupont | 1973  | La Maladie d'amour | Michel Sardou - Pierre Delanoë | Jacques Revaux |             |

### Citations
1. ↑  « Je dois ma médaille de chevalier de la Légion d'honneur à François Mitterrand. Et ce dernier m'avait dit que, dans mon répertoire, sa chanson préférée datait de 1966 [sic]. C'était Je ne suis pas mort, je dors. Comment la connaissait-il ? Mystère ! Il m'avait dit m'avoir entendu la chanter en 1968 [sic]. Je l'ai d'ailleurs remise dans mon spectacle. » Michel Sardou, In Paris Match : 28 octobre 2004, no 2893
2. ↑  « C'est comme Je vole, ce n'est pas un enfant qui se tire c'est un enfant qui se tue ». Source : Sardou, Michel Et qu'on n'en parle plus. XO Éditions, 2009.